# Gilbert F. White

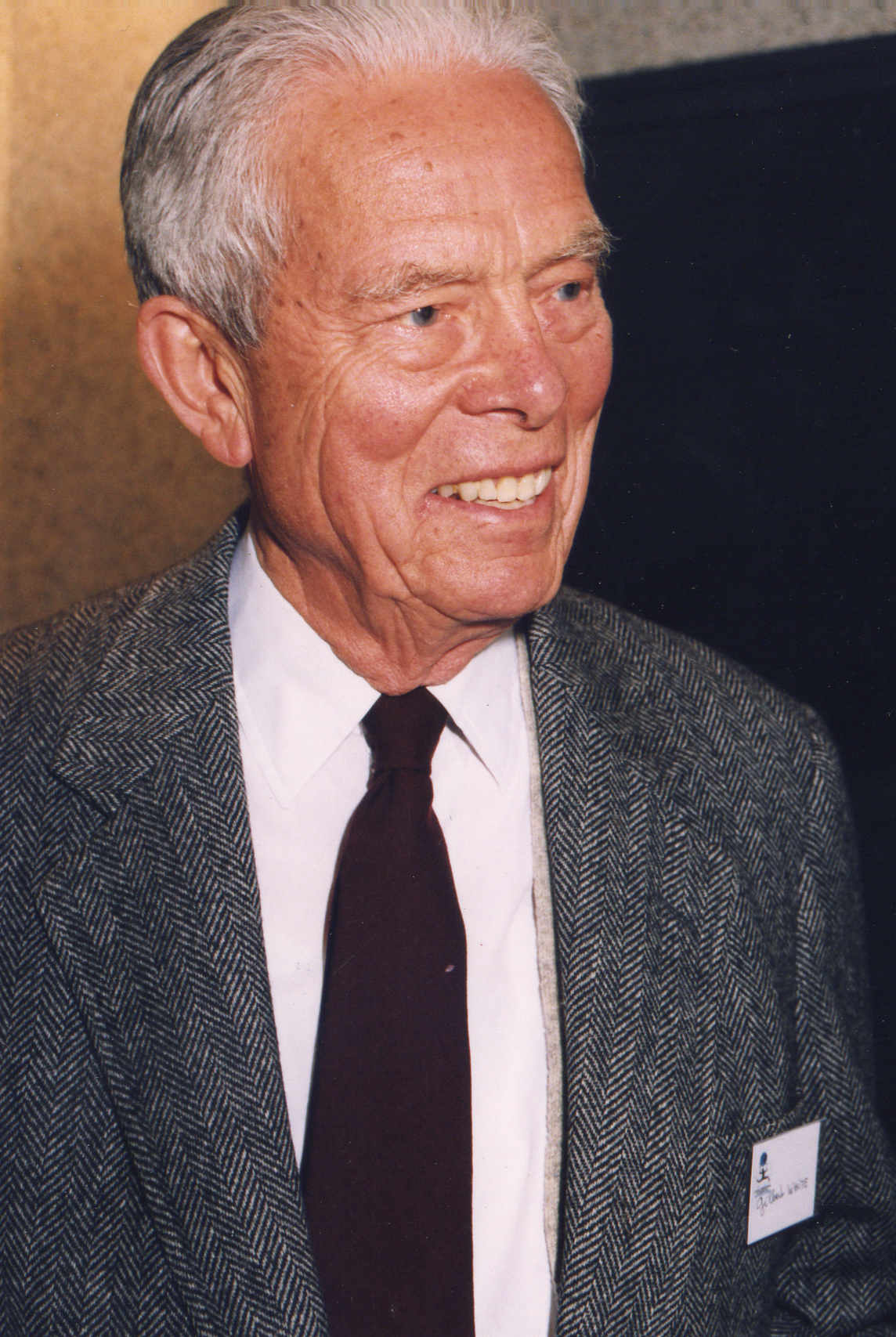
Gilbert F. White

Gilbert Fowler White (* 26. November 1911 in Chicago; † 5. Oktober 2006 in Boulder, Colorado) war ein US-amerikanischer Geograph. Er gilt als Begründer der geographischen Risikoforschung und hatte großen Einfluss auf den Hochwasserschutz in den Vereinigten Staaten.

## Leben
White, 1911 geboren, wuchs im Chicagoer Stadtteil Hyde Park unweit der University of Chicago auf. Dort besuchte er die vom Pädagogen John Dewey gegründete Laborschule, dessen pragmatische Philosophie er auch in seiner späteren Laufbahn weitgehend vertrat. An der University of Chicago studierte White Geographie, zunächst bis zum Master-Abschluss 1934. Harlan H. Barrows, einer der wichtigsten Vertreter der Humanökologie in der US-amerikanischen Geographie, fungierte dabei als ein wichtiger Mentor für ihn.
Bis 1942 arbeitete White in Washington, D.C. im Zuge des New Deal für mehrere Regierungsbehörden und erstellte in dieser Zeit seine Dissertation. Anschließend diente er im Zweiten Weltkrieg als Flüchtlingshelfer der Quäkerorganisation American Friends Service Committee (AFSC) in Südfrankreich, wo er 1943 in deutsche Kriegsgefangenschaft geriet. Bis zu einem Gefangenenaustausch im Jahr darauf war er in einem Lager in Baden-Baden interniert.
1946 wurde White Präsident des Haverford College, als zu diesem Zeitpunkt jüngster College-Präsident in den Vereinigten Staaten. Er kehrte 1955 an die University of Chicago zurück und wurde dort Professor. Von 1963 bis 1969 war White außerdem Vorsitzender des AFSC. 1970 wechselte er an die University of Colorado Boulder, an der er 1976 das Natural Hazards Center gründete. 1980 wurde White  emeritiert, als Gustavson Distinguished Professor Emeritus of Geography blieb er aber weiter forschend und publizierend tätig.
Gilbert F. White war zweimal verheiratet. Seine erste Frau Anne (geb. Underwood), mit der er drei Kinder hatte und die zeitweise auch seine Forschungspartnerin war, starb 1989. Er selbst verstarb 2006 im Alter von 94.

## Werk und Wirken
Whites Dissertation Human Adjustment to Floods: A Geographical Approach to the Flood Problem in the United States, 1942 an der University of Chicago eingereicht und 1945 veröffentlicht, wird oftmals als die bedeutendste Dissertation eines US-amerikanischen Geographen oder auch als bedeutendstes Werk eines solchen überhaupt angesehen. Vor allem durch Untersuchungen von Siedlungen in den Flussniederungen am Mississippi River kam er zu dem Schluss, dass die damals gängige Praxis, beim Hochwasserschutz in erster Linie auf technische Maßnahmen wie den Ausbau von Deichen und die Verbesserung von Kanälen zurückzugreifen, unzureichend sei. Er stellte fest, dass deren vermeintliche Schutzwirkung die Bebauung von hochwassergefährdeten Flächen nach sich zog, und dass infolgedessen trotz hoher öffentlicher Ausgaben die Schadenssummen weiter anstiegen. Hochwasserschutz bedürfe daher umfassender Planung und Vorsorge, in die die Abwägung aller zur Verfügung stehenden Anpassungsmöglichkeiten einfließen müsste, unter Berücksichtigung der vollständigen volkswirtschaftlichen Kosten und Nutzen.
White begründete damit die Geographische Risikoforschung als wissenschaftliche Disziplin und begann, seinen anfangs eher verwaltungsorientierten Ansatz unter sozialwissenschaftlichen Aspekten weiter auszubauen. Ihren Höhepunkt erreichte die von White und seinen prominentesten Schülern, Robert W. Kates und Ian Burton, vertretene humanökologische Interpretation der Erforschung von Gefährdungsereignissen (Hazardforschung) Ende der 1960er und Anfang der 1970er Jahre. Darüber hinaus beschäftigte sich White mit der Nutzung von Wasser als natürliche Ressource, mit Trockengebieten und anderen Fragestellungen der Mensch-Umwelt-Interaktion.
Ab Ende der 1970er Jahre erfuhr diese Forschung scharfe Kritik durch Vertreter der aufkommenden Politischen Ökologie. Insbesondere mit Bezug auf Entwicklungsländer würden politisch-ökonomische Zusammenhänge, historische Entwicklungen und kulturelle Unterschiede ausgeblendet, die Ausgangsfragestellungen der Forschung seien naiv und die Ergebnisse trivial.

## Auszeichnungen und Ehrungen
White wurden verschiedene Auszeichnungen verliehen, darunter 2000 die National Medal of Science. Außerdem erhielt er die Charles P. Daly Medal der American Geographical Society (1971), den Sasakawa Prize (1985) sowie den Global 500 Award (1988) des Umweltprogramms der Vereinten Nationen, den Tyler Prize for Environmental Achievement (1987), den IGU Lauréat d’Honneur (1988), die Centenary Medal der Royal Scottish Geographical Society (1989), den Prix Vautrin Lud (1992), die Hubbard Medal der National Geographic Society (1994), den Volvo Environment Prize (1995) und die Public Welfare Medal der National Academy of Sciences (2000).
Bereits relativ früh in seiner Karriere erhielt White mehrere Ehrendoktortitel (LL.D. Hamilton College 1954, LL.D. Swarthmore College 1956, D.Sc. Haverford College 1956, LL.D. Earlham College 1958). Später verliehen ihm auch die Michigan State University, das Augustana College, die University of Arizona sowie, kurz vor seinem Tod, die University of Colorado Boulder die Ehrendoktorwürde.
Des Weiteren war White gewähltes Mitglied der American Academy of Arts and Sciences (1969), der National Academy of Sciences (1973), der Sowjetischen Akademie der Wissenschaften (1982) und der American Philosophical Society (1993). Außerdem gehörte er dem Cosmos Club an.

## Schriften (Auswahl)
- Human Adjustment to Floods: A Geographical Approach to the Flood Problem in the United States (= Geography Research Paper. Band 29). Chicago University Press, Chicago 1945 (Dissertation).
- Wasser für die Wüsten: Weltweite Kultivierung der Trockenzonen (= Schriftenreihe der Deutschen UNESCO-Kommission). Diederichs Verlag, Düsseldorf 1960 (Originaltitel: Science and the Future of Arid Lands. Übersetzt von Hans Dietrich Berendt).
- Choice of Adjustment to Floods (= Geography Research Paper. Band 93). Chicago University Press, Chicago 1964.
- Strategies of American Water Management. University of Michigan Press, Ann Arbor 1969.
- Gilbert F. White, David J. Bradley und Anne U. White: Drawers of Water: Domestic Water Use in East Africa. Chicago University Press, Chicago 1972.
- Gilbert F. White (Hrsg.): Natural Hazards: Local, National, Global. Oxford University Press, New York 1974.
- Gilbert F. White und John E. Haas: Assessment of Research on Natural Hazards. MIT Press, Cambridge (Mass.) 1975.
- Ian Burton, Robert W. Kates und Gilbert F. White: The Environment as Hazard. Oxford University Press, New York 1978, ISBN 0-19-502221-1.
- Martin W. Holdgate, Mohammed Kassas und Gilbert F. White: Umwelt-Weltweit: Berichte des Umweltprogramms der Vereinten Nationen (UNAP) 1972-1982 (= Beiträge zur Umweltgestaltung / A. Band 88). E. Schmidt, Berlin 1983, ISBN 3-503-02190-6 (Originaltitel: The World Environment 1972–1982: A Report by the United Nations Environment Programme. Übersetzt von Angelika Bardeleben).